# Constructeurs de bateau
Pour plus de détails, voir Fiche technique et Distribution.
Constructeurs de bateau (Boat Builders) est un dessin animé de Mickey Mouse produit par Walt Disney pour RKO Radio Pictures et sorti le 25 février 1938.

## Synopsis
Mickey, Donald et Dingo sont des constructeurs amateurs de bateau. Mickey a reçu une petite embarcation à assembler, qu'il a prévu de baptiser Queen Minnie, et a demandé à ses amis de l'aider à la construire.

## Fiche technique
- Titre original : Boat Builders
- Autres Titres[1] :
  - France : Constructeurs de bateau
  - Suède : Båtbyggarna, Musse Pigg som båtbyggare, Jan Långben som skeppsredare
- Série : Mickey Mouse
- Réalisateur : Ben Sharpsteen
- Animateur : Frenchy De Trémaudan
- Voix : Pinto Colvig (Dingo), Walt Disney (Mickey), Marcellite Garner (Nathan nolet, Clarence Nash (Donald)
- Producteur : Walt Disney, John Sutherland
- Distributeur : RKO Radio Pictures
- Date de sortie[2] : 25 février 1938
- Format d'image : Couleur (Technicolor)
- Son : Mono
- Durée : 7 min
- Langue : (en)
- Pays :  États-Unis

## Commentaires
À la fin du film, Minnie Mouse baptise le bateau avec une bouteille de champagne, lancée si fort que le bateau coule dans le port.